# Acacia betchei
Acacia betchei é uma espécie de leguminosa do gênero Acacia, pertencente à família Fabaceae.